# Інноваційна економіка
Інноваційна економіка — тип економіки, заснованої на потоці інновацій, на постійному технологічному вдосконаленні, на виробництві та експорті високотехнологічної продукції з дуже високою додатковою вартістю і самих технологій. Передбачається, що при цьому в основному прибуток створює інтелект новаторів і вчених, інформаційна сфера, а не матеріальне виробництво (індустріальна економіка) і не концентрація фінансів (капіталу).

## Сутність
Економіка інновацій базується на двох фундаментальних принципах: основна мета економічної політики полягає в тому, щоб стимулювати більшу продуктивність завдяки інноваціям, і що ринки, що спираються тільки на ресурси та цінові сигнали, не завжди будуть настільки ж ефективними, щоб сприяти підвищенню продуктивності та економічному зростанню.

## Історія виникнення
Джозеф Шумпетер був одним з перших і найважливіших вчених, який розглядав питання про інновації в галузі економіки.  На відміну від його сучасника Джона Мейнарда Кейнса, Шумпетер стверджував, що розвиваючі інститути, підприємці та технологічні зміни лежали в основі економічного зростання. Він стверджував, що "капіталізм можна розуміти лише як еволюційний процес постійних інновацій та" творчого руйнування "..[прояснити]
Інноваційна економіка спробувала відповісти на основні питання в загадці загального фактору зростання продуктивності праці. Постійний ріст виробництва більше не можна пояснити лише збільшенням ресурсів, що використовуються у виробничому процесі, як це розуміють в процесі індустріалізації. Отже, інноваційна економіка орієнтована на теорію економічної творчості, яка вплине на теорію прийняття рішень фірмою та організацією.  Таким чином, він розширює шумпетерівські аналізи нової технологічної системи шляхом включення нових ідей інформаційно-комунікаційних технологій у світову економіку. 

Дійсно, в останнє десятиліття з'явилася нова теорія та розповідь про економічне зростання, орієнтоване на інновації. Економіка інновацій виникає на основі інших шкіл економічної думки, включаючи нову інституційну економіку, нову теорію росту, теорію ендогенного зростання, еволюційну економіку, економіку нео-шумпетера. Це забезпечує економічну основу, яка пояснює і допомагає підтримувати зростання в сучасній економіці знань.
Провідні теоретики інноваційної економіки включають як формальних економістів, так і теоретиків управління, фахівців з технологічної політики та ін. До них належать Пол Ромер, Ельханан Довідман, У. Брайан Артур, Роберт Акстел, Річард Р. Нельсон, Річард Ліпсі, Майкл Портер, Крістофер Фріман.

## Теорія
Інноваційні економісти вважають, що в першу чергу стимулом економічного зростання в сучасній економіці, заснованої на знаннях, є не капітал накопичення, як це стверджує неокласицизм, а інноваційний потенціал, викликаний комбінацією активних знань і технологічних екстерналій. Економічне зростання в інноваційній економіці є кінцевим продуктом пізнання; режими і правила, що дозволяють для підприємництва та інновацій (наприклад, НДДКР, витрати, дозволів, ліцензій); технологічні зовнішні ефекти та екстерналій між співпрацюючими фірмами; інноваційних систем, створення інноваційних середовищ (тобто кластерів, агломерацій, мегаполісів).
В 1970 році економіст Мілтон Фрідман сказав в Нью-Йорк Таймс , що бізнес-єдина мета, щоб генерувати прибуток для своїх акціонерів, а компанії, які переслідують інші місії будуть менш конкурентоспроможними, що призводить до зменшення вигоддля власників, співробітників і суспільства. Проте дані за останні кілька десятиліть показують, що, хоча прибуток має значення, хороші фірми постачають набагато більше, зокрема, впровадження інновацій на ринок. Це сприяє економічному зростанню, зайнятості, прибутку та іншим загальносоціальним благам. Бізнес-школи професор Девід Алстром стверджує: "головна мета бізнесу полягає в розробці нових та інноваційних товарів і послуг, які генерують економічне зростання, забезпечуючи переваги для суспільства".
Незважаючи на відмінності в економічній думці, обидві точки зору базуються на одних і тих же базових передумовах: основа економічного зростання є оптимізація використання факторів і мірилом успіху є те, наскільки добре коефіцієнт використання оптимізований. Незалежно від факторів, вона тим не менш призводить до того ж ситуації особливу обдарованість, різні відносні ціни, і виробничі процеси. Так що поки, крім відмінностей у теоретичних концепціях, інноваційна економіка може знайти благодатний ґрунт у панівної економічної теорії, а не залишатися в діаметральні розбіжності.

## Докази
Емпіричні дані по всьому світу вказують на позитивний зв'язок між технологічними інноваціями та економічними показниками. Інноваційний потенціал пояснює більшу частину зростання ВВП в Індії і Китаї між 1981-2004, але особливо в 1990-і роки. Їх розвиток Національної інноваційної системи за рахунок значних інвестицій в R&D витрат і персоналу, патентів і високотехнологічних/послуги експорту зміцнення їх інноваційного потенціалу. Об'єднання наукового сектору з бізнес - сектором, створення стимулів для інноваційної діяльності, а також вирівнювання імпорту технологій і корінних НДДКР зусиль, в обох країнах призвело до швидкого економічного зростання в останні десятиліття. Крім того, Рада по міжнародним відносинам заявила, що з кінця 1970-х років США завоювала непропорційно велику частку світових багатств через свої агресивні прагнення технологічних змін, демонструючи, що технологічні інновації є центральним каталізатором стійких економічних показників. Практика показує, що інновації сприяють стійкому економічному зростанню і зростанню доходів на душу населення.

## Базові принципи, ознаки та індикатори інноваційної економіки
Інноваційна економіка характеризується наступними базовими принципами, ознаками і індикаторами:
- Високий індекс економічної свободи
- Високий рівень розвитку освіти і науки
- 4-6-е технологічні уклади економіки
- Висока і конкурентоспроможна якість життя
- Високі вартість і якість людського капіталу в його широкому визначенні
- Висока конкурентоспроможність економіки
- Висока частка інноваційних підприємств (понад 60-80%) та інноваційної продукції заміщення капіталів
- Конкуренція і високий попит на інновації
- Надмірність інновацій і, як наслідок, забезпечення ефективності частини з них за рахунок конкуренції
- Ініціація нових ринків
- Принцип різноманітності ринків
- Розвинена індустрія знань та їх високий експорт.

## Приклади
- напівпровідники та інформаційні технології в Силіконовій долині в Каліфорнії
- фінансові продукти і послуги в Нью-Йорку
- біотехнології в геномі Долина в Хайдерабаді, Індія і Бостон, Массачусетс
- нанотехнології у Технічній Долині, Нью-Йорк (коледж Нанорозмірної науки та інженерії)
- точне машинобудування в Південному Йоркширі, Велика Британія
- нафтохімічні комплекси в Ріо-де-Жанейро, Бразилія
- поїзди локомотивів та рухомого складу в Пекіні, Китай.

## Інфраструктура інноваційної економіки
Для розвитку інноваційної економіки і стимулювання процесу формування нових ринків необхідно створювати особливу інноваційну інфраструктуру та інститути підтримки інноваційного процесу :

## Див.також
- Екологічна економіка
- Зелена економіка
- Віртуальна економіка
- Інформаційна економіка
- Політична економія
- Нейроекономіка
- Соціоекономіка
- Поведінкова економіка
- Конституційна економіка
- Цифрова економіка
- Економіка знань